# Alliancelles
Alliancelles (prononcé [aljɑ̃sɛlə]) est une commune française située dans le département de la Marne, en région Grand Est. Son territoire est traversé par deux rivières, la Chée et l'Ornain.

## Géographie

### Localisation
Alliancelles se trouve au sud-est du département de la Marne, en région Grand Est, à la limite avec le département de la Meuse. La commune appartient à la région agricole du Perthois.
La commune d'Alliancelles s'étend sur une superficie de 693 hectares. Sur son territoire, l'altitude varie de 118 à 149 mètres. Le village est situé entre les Côtes de Champagne au nord-ouest, à plus de 140 m, et les plaines majoritairement boisées de la Chée et de l'Ornain, à l'est et au sud de la commune.
Par la route, Alliancelles se situe à 47 km de Châlons-en-Champagne, préfecture de la Marne, à 31 km de Vitry-le-François, sa sous-préfecture de rattachement, à 26 km de Bar-le-Duc, préfecture de la Meuse, à 24 km de Saint-Dizier, principale ville de la Haute-Marne, et à 4 km de Sermaize-les-Bains, bureau centralisateur du canton de Sermaize-les-Bains dont dépend Alliancelles depuis 2015. La commune fait en outre partie du bassin de vie de Revigny-sur-Ornain, commune de la Meuse distante de 8 km par la route.
Alliancelles est limitrophe de 6 communes :
| Villers-le-Sec    | Bettancourt-la-Longue | Rancourt-sur-Ornain (Meuse) |
|                   | Alliancelles          | Remennecourt (Meuse)        |
| Heiltz-le-Maurupt |                       | Sermaize-les-Bains          |

### Hydrographie
La commune est dans la région hydrographique « la Seine de sa source au confluent de l'Oise (exclu) » au sein du bassin Seine-Normandie. Elle est drainée par l'Ornain, la Chée, le Fossé Payen, le ruisseau des Fontaines, le ruisseau des Vassues, le Fossé 01 de la Boutonne, le Fossé 01 des Terres Blanches, le Fossé Grand Bras, le Grand Fossé et divers autres petits cours d'eau,.
L'Ornain, d'une longueur de 116 km, prend sa source dans la commune de Grand et se jette dans la Saulx à Étrepy, après avoir traversé 36 communes.
La Chée, d'une longueur de 69 km, prend sa source dans la commune de Seigneulles et se jette dans la Saulx à Vitry-en-Perthois, après avoir traversé 21 communes. Les caractéristiques hydrologiques de la Chée sont données par la station hydrologique située sur la commune d'Alliancelles. Le débit moyen mensuel est de 2,6 m3/s. Le débit moyen journalier maximum est de 70,5 m3/s, atteint lors de la crue du 3 février 2020. Le débit instantané maximal est quant à lui de 118 m3/s, atteint le même jour.

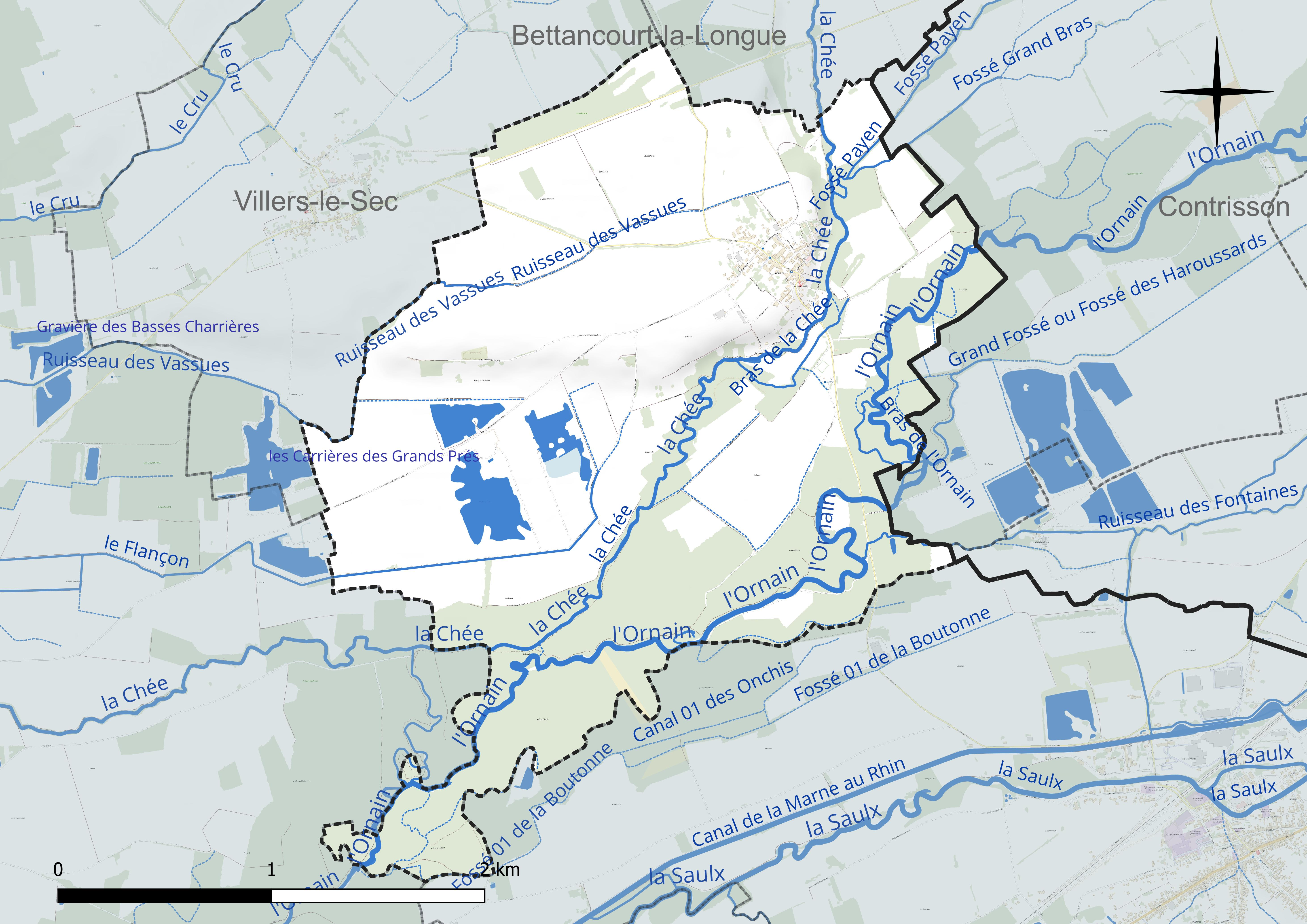
Réseau hydrographique d'Alliancelles.

### Climat
Pour des articles plus généraux, voir Climat du Grand Est et Climat de la Marne.
En 2010, le climat de la commune est de type climat des marges montargnardes, selon une étude du Centre national de la recherche scientifique s'appuyant sur une série de données couvrant la période 1971-2000. En 2020, Météo-France publie une typologie des climats de la France métropolitaine dans laquelle la commune est exposée à un climat océanique altéré et est dans une zone de transition entre les régions climatiques « Nord-est du bassin Parisien » et « Lorraine, plateau de Langres, Morvan ».
Pour la période 1971-2000, la température annuelle moyenne est de 10,4 °C, avec une amplitude thermique annuelle de 16 °C. Le cumul annuel moyen de précipitations est de 871 mm, avec 13 jours de précipitations en janvier et 8,9 jours en juillet. Pour la période 1991-2020, la température moyenne annuelle observée sur la station météorologique de Météo-France la plus proche, « Vassincourt », sur la commune de Vassincourt à 11 km à vol d'oiseau, est de 11,4 °C et le cumul annuel moyen de précipitations est de 871,0 mm. 
La température maximale relevée sur cette station est de 41,7 °C, atteinte le 24 juillet 2019 ; la température minimale est de −17,4 °C, atteinte le 20 décembre 2009,,.
Les paramètres climatiques de la commune ont été estimés pour le milieu du siècle (2041-2070) selon différents scénarios d'émission de gaz à effet de serre à partir des nouvelles projections climatiques de référence DRIAS-2020. Ils sont consultables sur un site dédié publié par Météo-France en novembre 2022.

## Urbanisme

### Typologie
Au 1er janvier 2024, Alliancelles est catégorisée commune rurale à habitat dispersé, selon la nouvelle grille communale de densité à sept niveaux définie par l'Insee en 2022.
Elle est située hors unité urbaine et hors attraction des villes,.

### Occupation des sols
L'occupation des sols de la commune, telle qu'elle ressort de la base de données européenne d’occupation biophysique des sols Corine Land Cover (CLC), est marquée par l'importance des territoires agricoles (52,4 % en 2018), en diminution par rapport à 1990 (58,4 %). La répartition détaillée en 2018 est la suivante : terres arables (50,5 %), forêts (39,5 %), mines, décharges et chantiers (4,3 %), zones urbanisées (3,7 %), prairies (1,9 %), eaux continentales (0,2 %). L'évolution de l’occupation des sols de la commune et de ses infrastructures peut être observée sur les différentes représentations cartographiques du territoire : la carte de Cassini (XVIIIe siècle), la carte d'état-major (1820-1866) et les cartes ou photos aériennes de l'IGN pour la période actuelle (1950 à aujourd'hui).

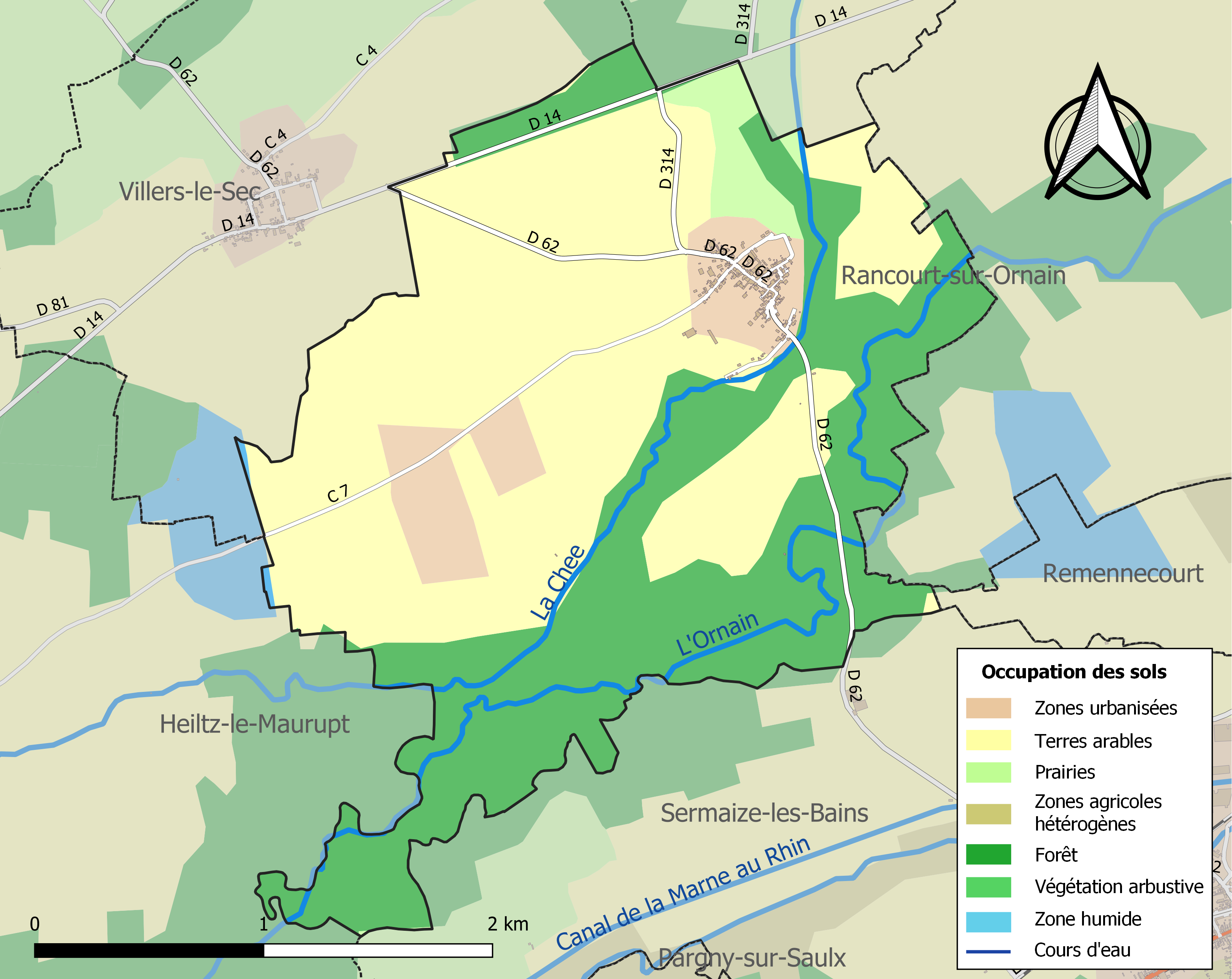
Carte des infrastructures et de l'occupation des sols de la commune en 2018 (CLC).

## Toponymie
Le nom de la localité est attesté sous les formes Asencella (milieu du IXe siècle) ; Aisencella (1123) ; Aisencele (1182-1198) ; Asancella (vers 1200) ; Aizencelles (1208) ; Asencele (1215) ; Aillencelle (1234) ; Aisenceles (1239) ; Aysencella (1249) ; Aylancele (vers 1252) ; Aysancelle, villa de Ancelles supradicta (1265) ; Allencella, Allencelez (1269) ; Aillenseles (1270) ; Allencelles (1270) ; Aillencellæ (1302) ; Aullencelles (1311) ; Aillencelles (1356) ; Aillancelles (1405) ; Aillencelles en Pertois (1460) ; Argencelles (1543) ; Alliancelle (1633) ; Ailliancelles (1652).
Du nom propre romain Asinius et cella « monastère ».

## Histoire
Alliancelles est un des deux domiciles d'une des deux branches de la famille de Tournebulle. Cette famille est issue de William Turnbull, archer de la garde écossaise de Louis XI, qui obtient en 1474, sans doute au terme d'une longue carrière et d'une aussi longue implantation familiale, des lettres de naturalité. mMarguerite Stuart, fille du roi d'Ecosse, alors épouse du dauphin (futur Louis XI) est morte à Châlons-en-Champagne en 1445.
Pour autant, les de Tournebulle n'ont longtemps logé que dans une maison-forte et non pas dans le château doté du titre de seigneurie. Ce fait n'interviendra que beaucoup plus tard, en 1659. Par ailleurs, cette famille possédait par ailleurs la seigneurie de Bussy-sous-Gratereux (auj. Bussy-le-Repos).

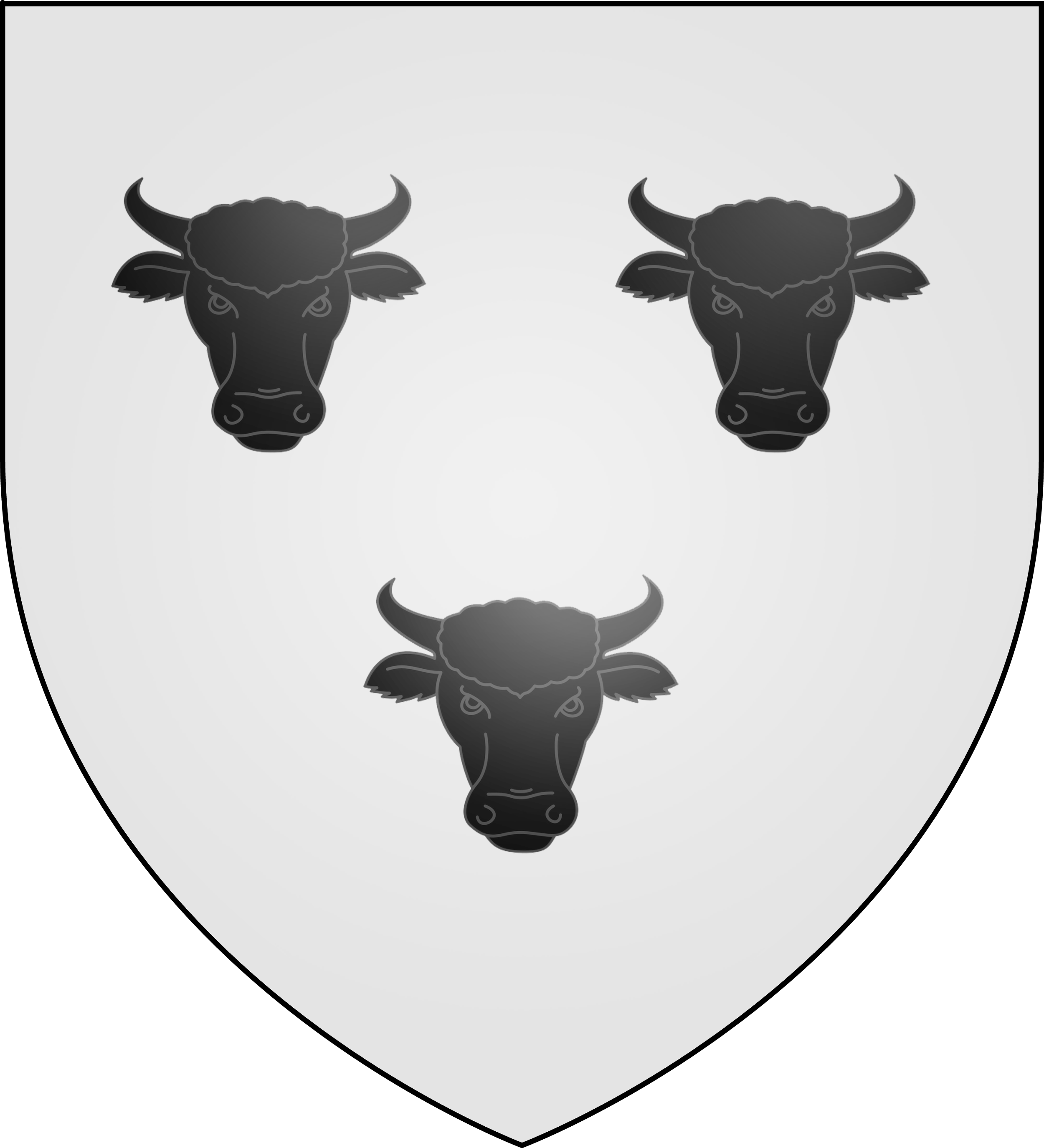
Famille de Tournebulle

## Politique et administration

### Intercommunalité
La commune, antérieurement membre de la communauté de communes des Côtes de Champagne, est membre, depuis le 1er janvier 2014, de la communauté de communes Côtes de Champagne et Saulx.
En effet, conformément aux prévisions du schéma départemental de coopération intercommunale (SDCI) de la Marne du 15 décembre 2011, les quatre petites intercommunalités : 
- communauté de communes de Saint-Amand-sur-Fion, 
- communauté de communes des Côtes de Champagne, 
- communauté de communes des Trois Rivières, 
- communauté de communes de Champagne et Saulx 
ont fusionné le 1er janvier 2014, en intégrant la commune isolée de Merlaut, pour former la nouvelle communauté de communes Côtes de Champagne et Saulx.
Dans le cadre des prévisions du nouveau schéma départemental de coopération intercommunale (SDCI) de la Marne du 30 mars 2016, celle-ci fusionne le 1er janvier 2017 avec cinq des sept communes de Saulx et Bruxenelle (Étrepy, Pargny-sur-Saulx, Blesme, Saint-Lumier-la-Populeuse, Sermaize-les-Bains) pour former la nouvelle communauté de communes Côtes de Champagne et Val de Saulx, dont Alliancelles est désormais membre.

### Liste des maires
| Période         | Période                       | Identité                    | Étiquette | Qualité                         |
| --------------- | ----------------------------- | --------------------------- | --------- | ------------------------------- |
| 1943            | 1953                          | Henri Gyss                  |           |                                 |
| 1953            | 1977                          | René Pargny                 |           |                                 |
| 1977            | 1989                          | Anne-Marie Chiquet          |           |                                 |
| 1989            | 1995                          | Marguerite Haller           |           |                                 |
| 1995            | 21 novembre 2001              | Claude Colas                |           |                                 |
| 25 janvier 2002 | En cours (au 2 décembre 2021) | Jean-Jacques Garcia Delgado |           | Réélu pour le mandat 2020-2026, |

## Équipements et services publics

### Eau et déchets
Le service public des déchets est assuré par le Syndicat mixte du Sud-Est Marnais (SYMSEM), qui a mis en place une redevance incitative. La collecte des ordures ménagères résiduelles (en bacs noirs pucés ou en sacs rouges prépayés) et des emballages ménagers recyclables (en sacs jaunes) est réalisée en porte à porte. Le SYMSEM adhérant au syndicat de valorisation des ordures ménagères de la Marne (SYVALOM), ces déchets sont amenés en centre de transfert à Sainte-Menehould ou Vitry-en-Perthois, puis valorisés sur le site de La Veuve. La collecte du verre se fait en apport volontaire, avant transformation dans une usine de Reims. Pour les déchets volumineux ou dangereux, le SYMSEM met à disposition de ses habitants une plateforme de déchets verts et gravats, à Saint-Amand-sur-Fion, ainsi que 12 déchèteries, à Arrigny, Courtisols, Givry-en-Argonne, Mairy-sur-Marne, Pargny-sur-Saulx, Pogny, Sainte-Menehould, Thiéblemont-Farémont, Valmy, Vanault-les-Dames, Villers-en-Argonne et Ville-sur-Tourbe.

### Postes et télécommunications
Une boîte aux lettres de La Poste se trouve sur le territoire de la commune, rue de l'Église. Le bureau de poste le plus proche est l'agence postale communale de Sermaize-les-Bains, à environ 3 km d'Alliancelles.

### Justice, sécurité et secours
Du point de vue judiciaire, Alliancelles relève du conseil de prud'hommes, du tribunal de commerce, du tribunal judiciaire, du tribunal paritaire des baux ruraux et du tribunal pour enfants de Châlons-en-Champagne, dans le ressort de la cour d'appel de Reims. Pour le contentieux administratif, la commune dépend du tribunal administratif de Châlons-en-Champagne et de la cour administrative d'appel de Nancy.
Alliancelles est située en secteur Gendarmerie nationale et dépend de la brigade de Sermaize-les-Bains.
En matière d'incendie et de secours, la caserne la plus proche est celle de Sermaize-les-Bains, rattachée au Service départemental d'incendie et de secours (SDIS) de la Marne. 

## Population et société

### Démographie
L'évolution du nombre d'habitants est connue à travers les recensements de la population effectués dans la commune depuis 1793. Pour les communes de moins de 10 000 habitants, une enquête de recensement portant sur toute la population est réalisée tous les cinq ans, les populations de référence des années intermédiaires étant quant à elles estimées par interpolation ou extrapolation. Pour la commune, le premier recensement exhaustif entrant dans le cadre du nouveau dispositif a été réalisé en 2004.

En 2022, la commune comptait 151 habitants, en évolution de +7,86 % par rapport à 2016 (Marne : −1,19 %, France hors Mayotte : +2,11 %).
| 1793 | 1800 | 1806 | 1821 | 1831 | 1836 | 1841 | 1846 | 1851 |
| ---- | ---- | ---- | ---- | ---- | ---- | ---- | ---- | ---- |
| 436  | 475  | 466  | 464  | 473  | 449  | 436  | 452  | 456  |

| 1856 | 1861 | 1866 | 1872 | 1876 | 1881 | 1886 | 1891 | 1896 |
| ---- | ---- | ---- | ---- | ---- | ---- | ---- | ---- | ---- |
| 439  | 417  | 421  | 414  | 403  | 397  | 364  | 359  | 338  |

| 1901 | 1906 | 1911 | 1921 | 1926 | 1931 | 1936 | 1946 | 1954 |
| ---- | ---- | ---- | ---- | ---- | ---- | ---- | ---- | ---- |
| 337  | 314  | 308  | 254  | 267  | 246  | 226  | 207  | 204  |

| 1962 | 1968 | 1975 | 1982 | 1990 | 1999 | 2004 | 2006 | 2009 |
| ---- | ---- | ---- | ---- | ---- | ---- | ---- | ---- | ---- |
| 194  | 179  | 153  | 126  | 142  | 132  | 139  | 145  | 145  |

| 2014 | 2019 | 2022 | - | - | - | - | - | - |
| ---- | ---- | ---- | - | - | - | - | - | - |
| 142  | 147  | 151  | - | - | - | - | - | - |

## Culture locale et patrimoine

### Lieux et monuments

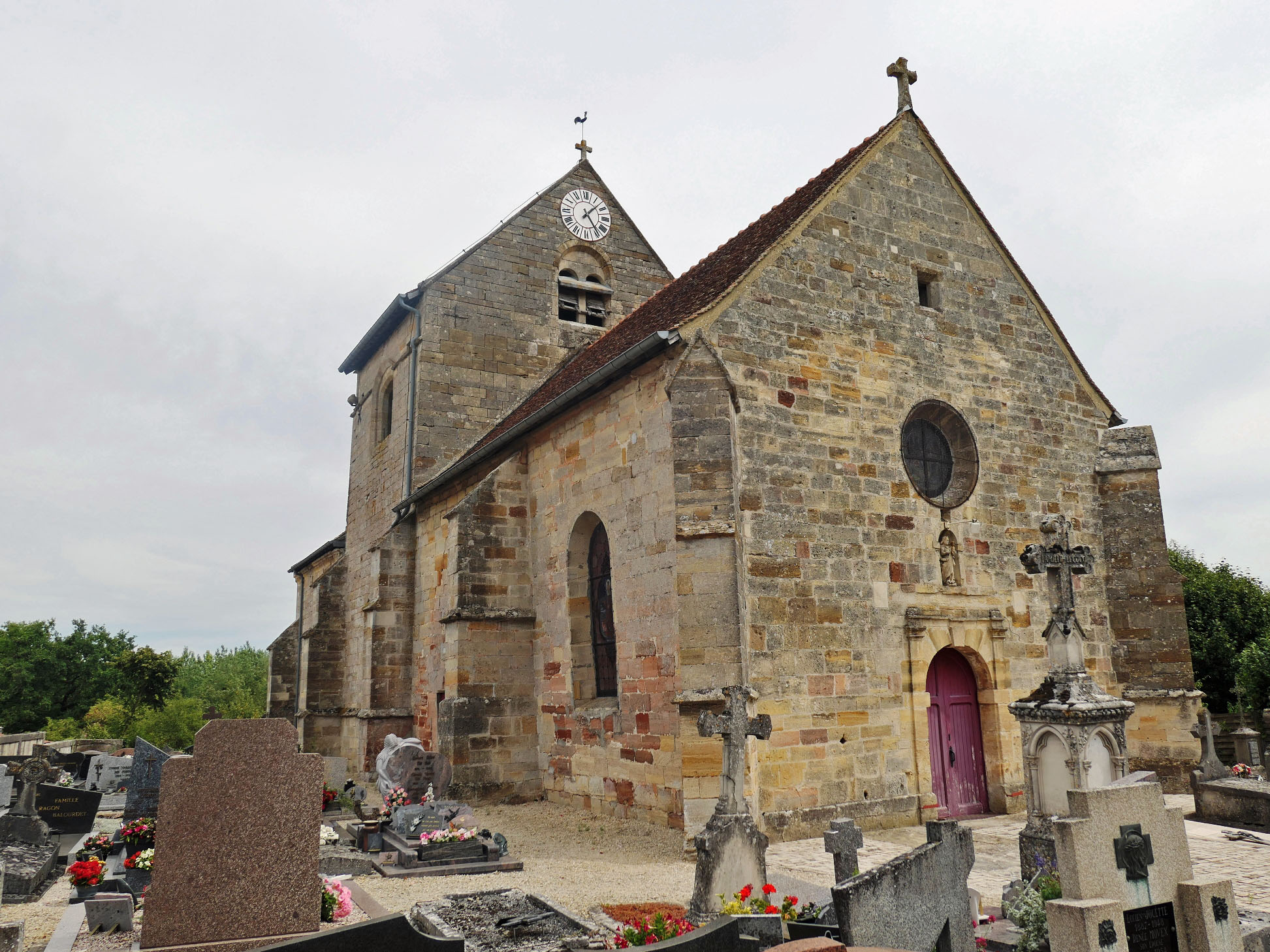
L'église Saint-Remi d'Alliancelles.

- L'église Saint-Remi d'Alliancelles

### Personnalités liées à la commune
- Jean de Tournebulle. Ecuyer (1554-1565). Seigneur d'Heitz-le-Maurupt (1556). Maréchal des logis de la compagnie du duc de Lorraine (1554-1556). Vivait (mention post mortem) à Alliancelles (1565). Il meurt entre 1556 et mars 1565. Il épouse Anne Bigney, morte après 1566, qu'on dit d'origine bourbonnaise. Dont notamment :
- Nicolas de Tournebulle. Ecuyer (1565-1575). Vit à Alliancelles (1566). Homme d'armes de la compagnie du duc d'Uzès (1561-1566). Seigneur d'Heiltz-le-Maurupt (1561-1598) et de Cloyes (1598-1605). Il meurt entre 1598 et 1605. Epoux en premières noces avant 1566 d'Anne de Gibraléon (famille du Tonnerrois et du Barséquanais). Dont notamment :
- Enéas de Tournebulle. Ecuyer (1607-1614). Vit à Alliancelles (1614). Seigneur de Bussy-sous-Gratereux (1614), Heiltz-le-Maurupt (1605-1607) et Cloyes (1605). Il meurt avant 1627. Epoux en premières noces avant 1607 de Jeanne de Bacancourt (vit en 1607). Dont notamment :
- Nicolas de Tournebulle. Ecuyer (1623). Vit à Alliancelles (1620). Colonel de 1.000 (mille) chevaux (1637), colonel du régiment de chevau-légers du Roi (1652). Ce commandement à la fois important et prestigieux laisse supposer qu'il a joué un rôle important dans l'invasion de la Lorraine par Louis XIII en 1634. Il meurt après 1634. Epoux en 1620 de Claude de Nettancourt (morte entre 1627 et 1652).  Dont notamment :
- Jean-Philippe de Tournebulle. Capitaine d'une compagnie de chevau-légers pour le Roi (1652). Seigneur de Bussy-sous-Gratereux (1653-1680), d'Heiltz-le-Maurupt (1653-1685), de Villers-le-Sec (1653-1680) et Alliancelles (1659). Il meurt entre 1672 et 1680. Epoux en 1652 de Jeanne de Nettancourt, qui vit en 1703. Dont notamment:
- Charles-Henry de Tournebulle. Chevalier. Seigneur de Bussy (1683-1706), de La Roche, Pétaincourt et Culton, d'Alliancelles (1683). Il meurt entre 1683 et 1706. Epoux Marie-Anne de Pont de Rennepont. Dont notamment :
- Nicolas de Tournebulle. Chevalier (1706-1747). Seigneur de Bussy (1706-1747), Quatreville et Larègle (1747). Epoux en 1706 de Marianne Ledoux. Dont :
- Charles-Henry de Tournebulle. Ancien capitaine au régiment du Dauphiné (1747). Seigneur de Maupas, Claqures et Hynon (1747). meurt avant 1755. Epoux en 1747 de Marie-Françoise-Henriette de Thomassin, dame d'Ambly-sur-Meuse.